# Casa Integral
La Casa Integral es una residencia privada, localizada en la calle Roxborough Drive al 194 en el barrio Rosedale de Toronto, Canadá. El proyecto fue encargado por el matemático y profesor James Stewart como la residencia que incorpora un espacio de interpretación musical, y estuvo diseñado por Brigitte Shim y Howard Sutcliffe del estudio arquitectónico de Toronto, Shim-Sutcliffe Arquitectos. El nombre de la casa está derivado del símbolo matemático de la integral, generalmente utilizado en cálculo; la riqueza de Stewart se debe a su autoría sobre libros de Cálculo utilizados ampliamente en todo el mundo. El proyecto ha ganado varios premios arquitectónicos, incluyendo una Medalla en Arquitectura del Gobernador-General en 2012. Glenn D. Lowry, director del Museo de Arte Moderno, dijo sobre la Casa Integral: «Pienso que es una de las casas privadas más importantes construidas en América del Norte en mucho tiempo».
Debido al fallecimiento de Stewart, la casa salió a la venta en el otoño de 2015, para ser vendida en 2016 por Sotheby a una pareja musical de alto perfil. Hubo rumores de que se trataba de Chantal Kreviazuk y Raine Maida, pero no fue así. El video musical de Kreviazuk para su canción «Into Me» se filmó en la Casa y se publicó en enero de 2016.

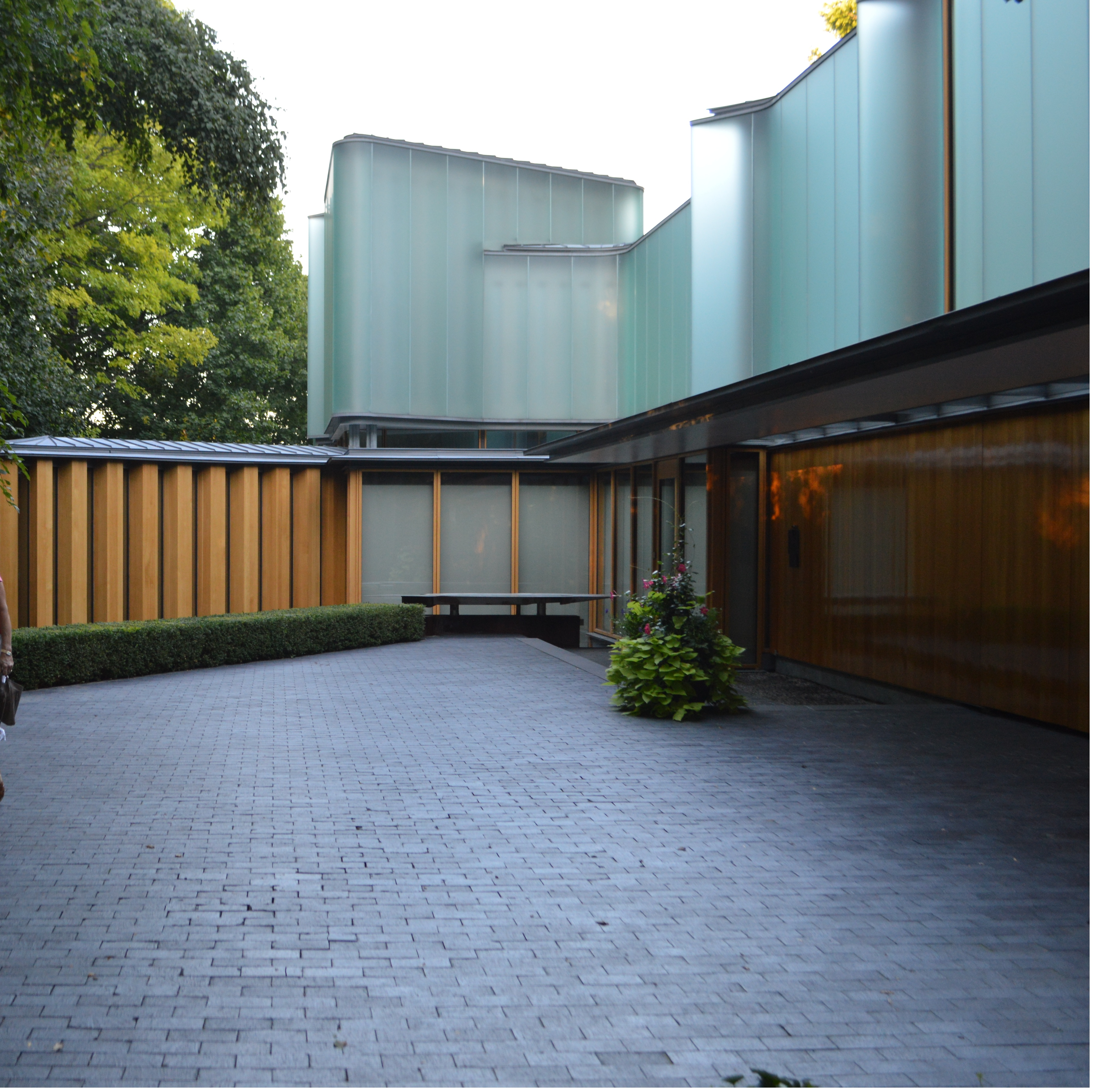
Casa Integral, Toronto

## Como espacio de interpretación
Además de las interpretaciones privadas de las que Stewart fue anfitrión, también hizo del espacio un lugar disponible para grupos selectos de arte y cultura para eventos de recaudación de fondos. Mientras Stewart era residente de la casa, fue anfitrión de docenas de eventos al año. El primero evento de recaudación de fondos fue para el Centro de Mark S. Bonham para Estudios de Diversidad Sexual, parte de la Universidad de Toronto.

## En la cultura popular
La Casa Integral fue utilizada para filmar varios episodios de la segunda temporada de Star Trek: Discovery, apareciendo como la casa del embajador vulcano Sarek y su familia.

## Premios
- Instituto estadounidense de Arquitectos: Premio de Honor, Arquitectura de Interior, 2012[9]
- Medalla en Arquitectura, Gobernador-General, 2012[2]
- Premio de Mies Crown Hall Americas, Instituto de Tecnología de Illinois. Shortlisted, 2014[10]
- Premio Arquitectónico Woodwork (primer puesto), 2009[11]